# Rock station
Rock station es el segundo álbum del proyecto musical McNamara formado por Fabio McNamara (Madrid, 1957) y Luis Miguélez (León, 1963). Fue publicado en el 2001 por el subsello Tacones altos perteneciente a la discográfica ya desaparecida Boozo Music. Considerado uno de los discos de culto del siglo XXI en 2022 se reeditó a cargo del sello Subterfuge Records.

## Producción
El álbum podría enmarcarse en el tecno-pop aunque también tiene influencias rock. Todo ello surgiendo del gusto por los artistas por la movida madrileña.
Fue caracterizado por una libertad creativa que fue justamente lo que les hizo hacer un álbum propio y diferente al resto de grupos formados por integrantes de su misma época como Fangoria.
Gracias al disco pudieron hacer unas cuantas presentaciones en directo, y gracias a las entrevistas en televisión consiguieron un éxito que no duró mucho, ya que poco después de la publicación del álbum el grupo se separó.

## Lista de canciones
Rockstation
| #  | Título                        | Compositor(es)                 | Duración |
| -- | ----------------------------- | ------------------------------ | -------- |
| 1  | «Freak Show»                  | Fabio McNamara / Luis Miguélez | 4:11     |
| 2  | «Boogie Movie»                | Fabio McNamara / Luis Miguélez | 4:13     |
| 3  | «Yo Creo en Ti»               | Fabio McNamara / Luis Miguélez | 4:11     |
| 4  | «Chulo Latino»                | Fabio McNamara / Luis Miguélez | 3:30     |
| 5  | «Mi Correo Electrónic... oh!» | Fabio McNamara / Luis Miguélez | 3:27     |
| 6  | «Ultraceñidas»                | Fabio McNamara / Luis Miguélez | 2:47     |
| 7  | «Gritando Amor»               | Fabio McNamara / Luis Miguélez | 4:14     |
| 8  | «Vivir No Es Beverly Hills»   | Fabio McNamara / Luis Miguélez | 4:20     |
| 9  | «Placer por Placer»           | Fabio McNamara / Luis Miguélez | 2:57     |
| 10 | «Ave Fánix»                   | Fabio McNamara / Luis Miguélez | 4:39     |

## Sencillos
Publicaron el sencillo «Mi correro electroc oh!» junto con un videoclip de presentación. También publicaron el sencillo «Gritando amor».